# Cságoly Ferenc
Cságoly Ferenc (ejtsd: [cságoli]) (Nagykanizsa, 1948. október 1. –) Kossuth-díjas magyar építész, egyetemi tanár, a Magyar Tudományos Akadémia rendes tagja.

## Életpályája
Miután 1967-ben, a fővárosi Bolyai János Gimnáziumban leérettségizett, a Budapesti Műszaki Egyetem Építészmérnöki Karán folytatta tanulmányait, és itt is szerzett diplomát 1972-ben.
Bár egy ideig a filmrendezői szakma vonzotta, édesapja ösztönzésére az építészet felé fordult.
Harmadéves korában, középület-tervezés tárgyból Török Ferenc lett a korrektora, aki nagy hatást tett tanítványa szemléletmódjára, ízlésvilágára. 
Diplomavédésén a bizottság egyik tagja Jurcsik Károly volt, aki meghívta műtermébe, a Lakótervhez (1972–1974) és a MÉSZ Mesteriskola egyik mestere is volt.
Az 1970-es évek közepén Egerbe költözött, ahol 1974 és 1979 között a Heves Megyei Tanácsi Tervező Vállalatnál dolgozott. 1979-ben családjával együtt visszaköltözött Budapestre, és az Általános Épülettervező Vállalatnál Varga Levente műtermében tervezett, 1979–1989-ig. Tíz év után, (1989–1990) a XI. Kerületi Építész Stúdiónál, mint vezető tervező helyezkedett el.
1991-ben, ÉPÍTÉSZ STÚDIÓ KFT néven saját építészstúdiót alapított Pálfy Sándor építész barátjával. Nemcsak épületeket terveztek, hanem elkészítettek néhány építéselméleti, urbanisztikai munkát is.
Ebből az időszakból a legismertebb épületei közé tartozik a Fény utcai piac, a Számadó utcai apartman ház, a Szellőrózsa utcai óvoda, a Mády Lajos utcai digitális telefonközpont, valamint az Óbudai Gázgyár területén felépített Graphisoft Park.
A Mesteriskola befejezése után néhány évvel Cságoly külsős óraadó lett BME Középülettervezési tanszékén, és közel huszonöt évig oktatott az intézményben. 2001-ben a tanszék vezetőjévé nevezték ki, mely tisztséget 2011-ig töltötte be. Időközben (1997) a Mesteriskola mestere lett, illetve vezetőségi tagja az BME Építészmérnöki Kar DLA Doktori Iskolájának.
Szakmai közéleti tevékenysége is jelentős.: Tagja, illetve tagja volt: a Magyar Építőművész Szövetségnek (1972–1990), az Építőipari Tudományos Egyesületnek (1972–1979), a Magyar Építészek Szövetsége és Kamarájának (1990–1996), egy időben vezetőségi tagja is, a Budapest Fővárosi Központi Tervtanácsnak (1990–2001), a Budapesti Építész Kamara és annak különböző bizottságainak (1996-tól), az Építész Mester Egyletnek (1992-től), az Ybl Miklós-díj Bizottságnak (1997–1999), a BME Építészmérnöki Kar Doktori és Habilitációs Bizottságának (2000-től), a BME Építészmérnöki Kar Doktori Iskolája vezetőségének (2001-től).
Munkáit számos díjjal ismerték el, többek között: a Hadtörténeti Intézet és Múzeum rekonstrukciójának megtervezéséért 1986-ban Honvédelmi emlékérmet kapott, 1993-ban Ybl Miklós-díjjal, 2003-ban Kossuth-díjjal tüntették ki – utóbbi indoklása szerint "korszerű, – műszaki és művészeti értelemben is – előremutató törekvéseket képviselő munkásságáért, az építészeti közéletben való tevőleges részvételéért, tudományos és oktatói tevékenységéért". 2003-ban védte meg akadémiai doktori értekezését, 2007-ben pedig megválasztották a Magyar Tudományos Akadémia levelező, 2013-ban rendes tagjává.

## Díjai, elismerései
- 1972 Diploma díj I. fokozat
- 1986 Honvédelmi Érdemérem (Hadtörténeti Múzeum tervezéséért)
- 1993 Ybl Miklós-díj
- 1998 Budapest Építészeti Nívódíja (Nagydíj: Graphisoft székház)
- 1998 Budapest Építészeti Nívódíja (Különdíj: Fény utcai piac)
- 1999 Pro Architectura díj[2]
- 1999 Sao Paolo-i Építészeti Biennále, Ex Aequo díj (Számadó utai apartman épületeiért)
- 2000 Magyar Ingatlanfejlesztési Pályázat II. díj (Graphisoft Park)
- 2000 Magyar Ingatlanfejlesztési Pályázat FVM különdíja (Gödöllői piac és Múzeum épületéért)
- 2000 Steindl Imre-díj
- 2001 FIABCI Prix d’Exellance Nemzetközi Ingatlanfejlesztési Pályázat (különdíj: Gödöllői Piac, Múzeum)[3]
- 2002 Budapest Építészeti Nívódíja[4]
- 2002 Budapest II. kerület díszpolgára cím
- 2003 Kossuth-díj
- 2003 Budapest Építészeti Nívódíja
- 2006 Brick Award díja[5]
- 2007 Prima-díj

## Művei

### Tervek és megvalósult épületek[6]
- 1973. Kőbánya városközpont rendezése, Budapest, X.
- 1973. Postai Pavilonok és kislétesítmények
- 1974. Ifjúsági Központ, Budapest, József A. Lakótelep
- 1975. 100 férőhelyes óvoda, Lőrinci
- 1975. Bükki Nemzeti Park fogadóépülete
- 1975. Heves megyei Csecsemőotthon, Eger, Petőfi utca
- 1976. 50 férőhelyes óvoda, Istenmezeje
- 1976. Kalinyin városrész déli kapuja, Kaposvár
- 1976. Nagylakásos művésztelep, Gárdonyi kert, Eger
- 1977. 230 lakásos lakóház, Eger, Északi Lakótelep
- 1977. 50 férőhelyes óvoda, Tarnazsadány
- 1977. Közigazgatási központ, Eger
- 1977. Öt lakásos lakóház, Eger, Kossuth Lajos utca
- 1977. Üdülő rekonstrukció, Hollóháza.
- 1978. 12 tantermes általános iskola, Gyöngyös
- 1978. 24 tantermes gimnázium, Gyöngyös
- 1978. Orvos- és nővérszállás, Eger, Széchenyi utca
- 1979. 70 lakásos sorháztelep, Budapest, XII. Mártonhegy
- 1979. Avas déli városrész beépítési terve, Miskolc
- 1979. Kulturális központ, Eger
- 1980 Irodaház központ, Kecskemét, Dobó körút (Turányi Gáborral)
- 1982. Két 12 tantermes általános iskola, Líbia
- 1982. Városközpont rendezése, Nyírbátor
- 1983. Magánlakóház, Budapest, III. kerület.
- 1983. Tanulmányi- és továbbképző központ, Miskolc, Miskolctapolca
- 1984. Szabadidőközpont, Budapest, IV. Újpest, István út
- 1986. Irodaház, Budapest, II. Ürömi utca
- 1987. Hadtörténeti Intézet és Múzeum fejlesztése
- 1987. Városközpont rendezése és fejlesztése, Keszthely
- 1988. Általános iskola és városi szabadidőközpont, Balassagyarmat
- 1988. Kulturális és Közösségi Központ, Nyírbátor
- 1988. MTI üdülő és továbbképző központ, Siófok
- 1988. Négylakásos lakóház, Budapest, XI. Háromszék utca
- 1988. Palatinus házak átalakítása, Budapest, XIII. Pozsonyi út
- 1988. Társasház, Budapest, XI. Háromszék utca
- 1989. Lakóházak és üzletek, Budapest, I. Tábor utca
- 1989. MINOLTA irodaház, Budapest, XI. Nagyszőlős utca
- 1989. MTI üdülő és továbbképző központ, Siófok
- 1989. Szálloda, szabadidőközpont, Budapest, XI. Budaörsi út
- 1989. VILLÉRT irodaház, Budapest, XI. Fehérvári út
- 1990. Magánlakóház, Budapest, XII. Fodor utca
- 1991. Apartmanház, Budapest, XI. Számadó utca (Hőnich Richárddal). Megépült.
- 1991. Gellért szálló bővítése, Budapest, XI. (Pálfy Sándorral)
- 1991. Panzió-étterem, Budapest, I. Szalag utca
- 1992. 100 férőhelyes óvoda, Budapest, X. Szellőrózsa utca (Fejérdy Péterrel)
- 1992. Általános iskola és TV stúdiók, Paks (Balázs Mihállyal és Karácsony Tamással)
- 1992. Budafok városközpont rendezése, Budapest, XXII.
- 1992. Cságoly Ferenc, Csuportné Tátrai Judit, Kiss Katalin, Hajnóczi Péter, Kapitány József, Karácsony Tamás, Kund Ferenc, Meggyesi Tamás, Pálfy Sándor: Budapest Karaktertérkép, Értékkataszter
- 1992. Cságoly Ferenc, Csuportné Tátrai Judit, Kiss Katalin, Hajnóczi Péter, Kapitány József, Kerekes György, Meggyesi Tamás, Pálfy Sándor: Budapest Karakterterv Metodika
- 1992. Ferences Templom új liturgikus tere, Budapest, II. Margit körút (Hönich Richárddal)
- 1992. Komplex irodaház, Abu Dhabi
- 1993. Alkotmánybíróság elnökének rezidenciája, Budapest, XII. Rege utca (Sólyom Benedekkel)
- 1993. Alkotmánybíróság új székháza – rekonstrukció, Budapest, I. Donáti u. 35-45
- 1993. Piran (Szlovénia): Nemzetközi Építészeti Kiállítás (épület)
- 1994. 150 férőhelyes óvoda, Budapest, II. Frankel Leó u.
- 1994. A budapesti ÁRT ajánlott karaktervédelmi szabályozása
- 1994. Cságoly Ferenc, Csuportné Tátrai Judit, dr Hajnóczi Péter, Pálfy Sándor: A budapesti Világörökségi Körzet értékkatasztere
- 1994. Cságoly Ferenc, André Zoltán, Balogh Ágnes, Csuportné Tátrai Judit, Hajnóczi Péter, Hőnich Richárd, Kolba Mihály, Makrai Sándor, Pálfy Sándor, Sólyom Benedek: Budapest műemléki jellegű területeinek és műemléki körzeteinek értékkatasztere
- 1994. Digitális Telefonközpont, Budapest, IV. Mádl L. utca
- 1994. Előhasznosítású egyetemi kulturális központ, Budapest, XI. EXPO (Keller Ferenccel)
- 1994. Előhasznosítású egyetemi sportszálló, étterem, Budapest, XI. EXPO (Hőnich Richárddal)
- 1994. Kájoni János Ferences Ház, Budapest, II. Szilfa utca
- 1994. Mozi és vegyes rendeltetésű épület, Budapest, IV. Újpest, Árpád út
- 1994. Vegyes rendeltetésű irodaház, Budapest, IV. István utca
- 1995. Ferences Kolostor bővítése, Szécsény
- 1995. Szépművészeti Múzeum új könyvtárépülete, Budapest, VI. Szondy utca
- 1995. Tömbrehabilitáció, Budapest, VIII. Akácfa utca
- 1996. Három diplomataház (tanulmányterv), Budapest, II.
- 1996. Szent György tér rendezése, Budapest, I. (Török Ferenccel, Lázár Antallal, Ferencz Istvánnal).
- 1997. Collegium Budapest lakóháza, Budapest, I. Szabó Ilonka utca
- 1997. Fény utcai Piac, Budapest, II. (Hőnich Richárddal és Bozó Andrással). Megépült.
- 1997–1998. Graphisoft Park, Graphisoft Székház, Budapest, III. Záhony utca 7. "G" épület (Keller Ferenccel). Megépült. [halott link]
- 1997. Iroda-, üzlet- és lakóház, Budapest, II. Bécsi út
- 1997. Magánvilla, Budapest, XII. Lóránt u. (Nagy Ivánnal)
- 1997. Magyar Nagykövetség épülete az Unter den Linden-en, Berlin
- 1997. Új Nemzeti Színház épülete, országos tervpályázat – 2. díj. (Keller Ferenccel, Pálfy Sándorral, Lázár Antallal)
- 1998. Gödöllői Városi Múzeum (Sólyom Benedekkel)
- 1998. Városi Piac, Gödöllő (Marosi Bálinttal és Féllix Benedekkel)  Archiválva 2009. július 26-i dátummal a Wayback Machine-ben
- 1999. Családi ház, Budapest, II. Barlang utca
- 1999. Irodaház, Budapest, V. Kossuth Lajos utca
- 2000. OTP Központi Irodaház, Budapest, XIII. Váci út (Keller Ferenccel és Hönich Richárddal)
- 2001. Bérirodaház, Budapest, IX. Könyves K. krt. (Fialovszky Tamással)
- 2001. Buszvégállomás rekonstrukciója, Budapest, II. Pasaréti tér (Sólyom Benedekkel)
- 2001. Lakóház, Casa Meditarrana, Pécs (Sajtos Gáborral)
- 2001. Lakópark, Budapest, II. Barlang utca (Keller Ferenccel)
- 2001. Magánvilla, Budapest, XII. Őzike utca (Félix Zsolttal)
- 2001. Római Katolikus Templom és Gyülekezeti Ház, Gödöllő (Fialovszky Tamással, és Ivanics Évával)
- 2001. Vegyes rendeltetésű épület, Pécs, Barbakán tér 3 (Keller Ferenccel)
- 2002. Alkotás Point Irodaház, Budapest, XII. Alkotás u. 48-50 (Keller Ferenccel és Hőnich Richárddal)
- 2002. Irodaház 1. ütem (Science Park), Budapest, XI. Irinyi u. (Nagy Ivánnal)
- 2002. Iskolabővítés, Budapest, II. Medve utca (Sólyom Benedekkel)
- 2002. Városháza, Budakeszi (Sólyom Benedekkel)
- 2003. Budavár – Várkapu (Hőnich Richárddal)
- 2003. Szálloda és irodaház, Budapest, VII. Blaha Lujza tér
- 2004. Irodaház 2. ütem (Science Park), Budapest, XI. Irinyi u. (Nagy Ivánal)
- 2004. Szent György tér, Budapest, I. (Hőnich Richárddal, s Szabó Leventével)
- 2005. „Light Corner” (CIB Bank) Irodaház, Budapest, II. Petrezselyem utca 2-8 (Nagy Ivánnal)
- 2005. Pasaréti tér térrendezés, Budapest, II. (Fialovszky Tamással)
- 2005. Rákóczi Gimnázium rekonstrukciója, Budapest (Keller Ferenccel, és Sólyom Benedekkel)
- 2008. Művelődési ház rekonstrukció és bővítés, Paks (Tervezőtársak: Borsos Melinda, Dobos András, Galambos Miklós, Koós Mariann). Tervpályázat I. díj.  Archiválva 2009. november 21-i dátummal a Wayback Machine-ben
- 2008. Népliget Center Irodaház, Budapest, IX. Könyves K. Krt. 11. (Hőnich Richárddal)  Archiválva 2009. június 22-i dátummal a Wayback Machine-ben

### Néhány könyve és publikációja
- Budapest Karaktertérkép, Értékkataszter (Budapest, 1992), tanulmány
- Budapest Karakterterv Metodika (Budapest, 1992), tanulmány
- Középületek; szerk. Cságoly Ferenc; Terc, Bp., 2004 + CD-ROM
- Cságoly; szerk., interjú Somogyi Krisztina; Kijárat, Bp., 2004
- Budapest – európai metropolisz, vagy nemzeti főváros? Magyar Tudomány 2005/5 (537–544)
- Az építészeti mű szellemi meghatározottsága, in: Épített jövőnk– Budapest 2005 – MTA Társadalomkutató Központ (91–127)
- Az építészet útjai és tévútjai, in: Épített jövőnk – Budapest 2005 – MTA Társadalomkutató Központ (127–161)
- Hatalom és építészet, in: Tóth Szergej (szerk.): Hatalom interdiszciplináris megközelítésben – Juhász Gyula Felsőoktatási Kiadó, Szeged, 2006 (49–55)
- Környezetünk állapota és az építészet felelőssége. Székfoglaló előadások a Magyar Tudományos Akadémián. Magyar Tudományos Akadémia, Budapest, 2013.
- Három könyv az építészetről, 1-3.; Akadémiai, Bp., 2013–2014
  - 1. A szépség; 2013
  - 2. A hasznosság; 2014
  - 3. A tartósság; 2014
- Építészet és kultúra. Esszék az építészetről, kultúráról, művészekről és művekről, 1-2.; Terc, Bp., 2019

### Kiállításai
- 1981 – Budapest: Építészeti tendenciák Magyarországon (épülettervvel)
- 1992 – Budapest: Bécs-Budapest urbanisztikai kiállítás (várostervvel)
- 1993 – Piran (Szlovénia): Piranesi Nemzetközi Építészeti Kiállítás (épülettel)
- 1994 – Budapest: Építészet 1991–1994 (épülettel)
- 1995 – Budapest: Városvédő Egyesület kiállítása (épülettel)
- 1995 – Prága: Színháztervezési quadriennálé (épülettervvel)
- 1995 – Boston (USA) Architectural Center: Bécs, Budapest, Prága építészete (épületekkel)
- 1997 – Budapest: egyéni kiállítás (épületekkel, tervekkel)
- 1998 – Piran (Szlovénia): Piranesi Nemzetközi Építészeti Kiállítás (épülettel)
- 1999 – Peking: UIA kiállítás, magyar építészet szekció (épülettel)
- 1999 – Berlin: Magyar építészeti kiállítás (épülettel, tervekkel)
- 1999 – Sao Paolo: Nemzetközi Építészeti Biennále (épületekkel)
- 2000 – Genf: Magyar építészeti kiállítás (épülettel, tervekkel)
- 2001 – Stuttgart: Magyar építészeti kiállítás (épülettel, tervekkel)

## Képgaléria

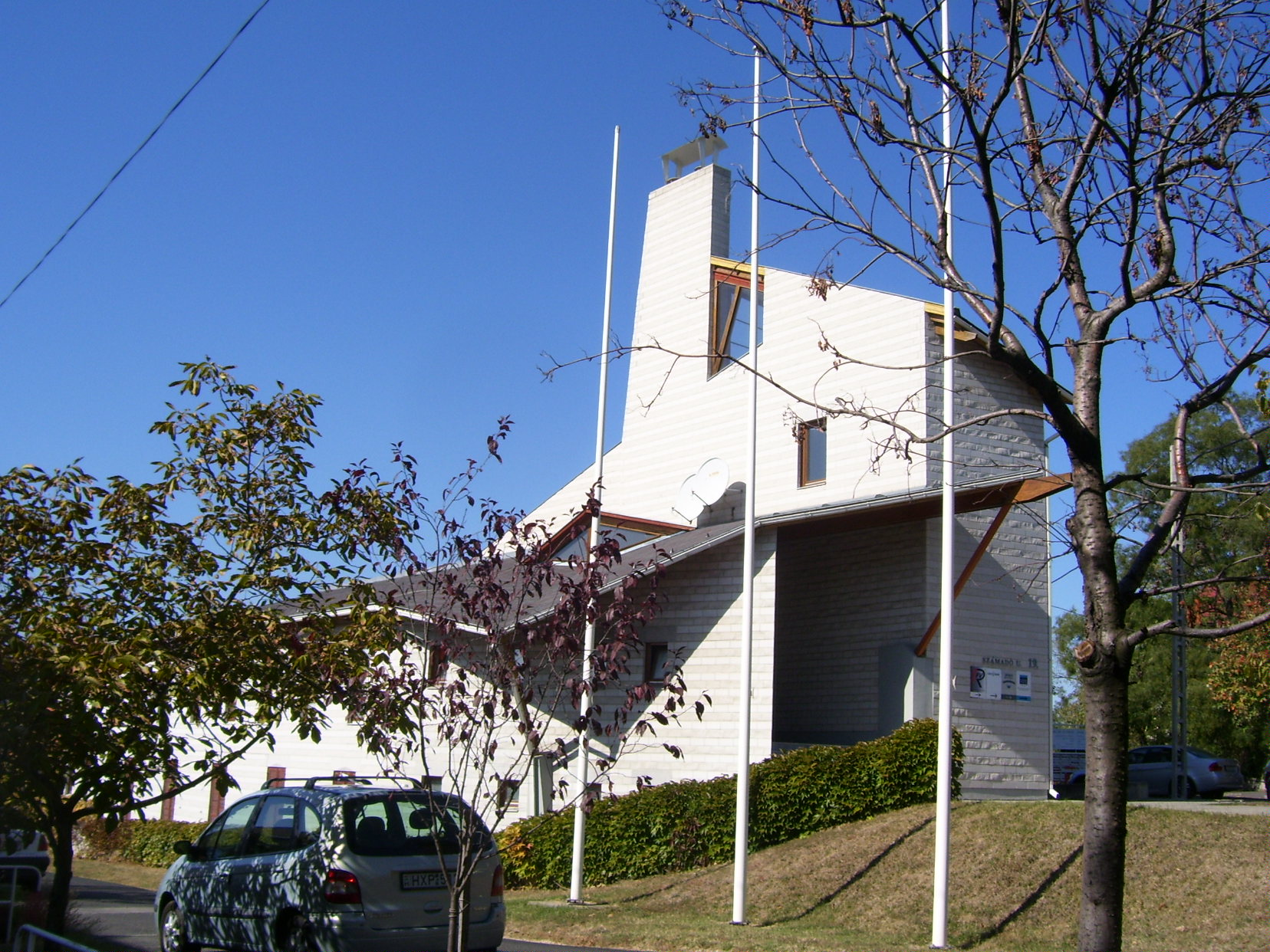
Számadó utcai apartman ház 1991
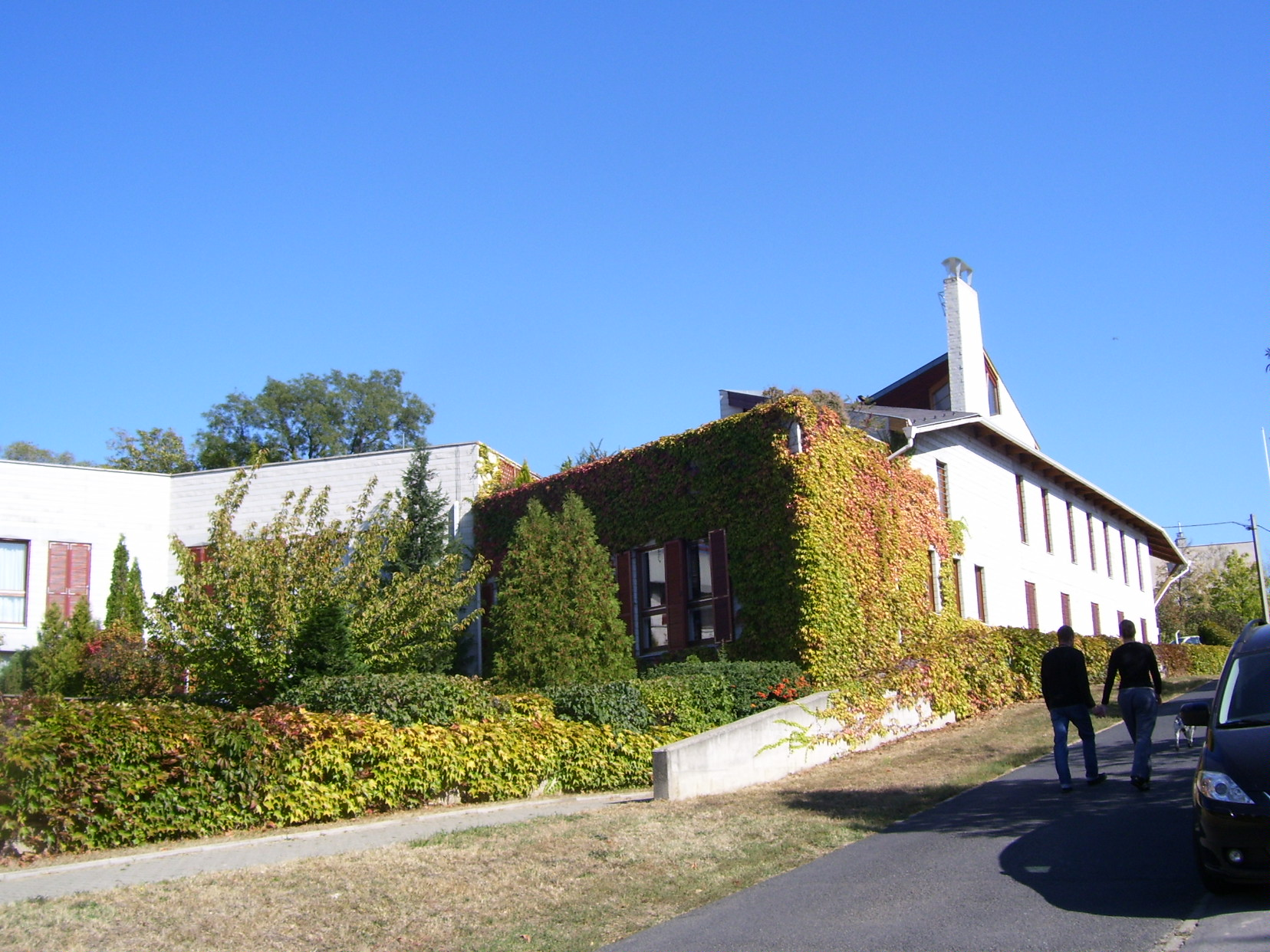
Számadó utcai apartman ház részlet
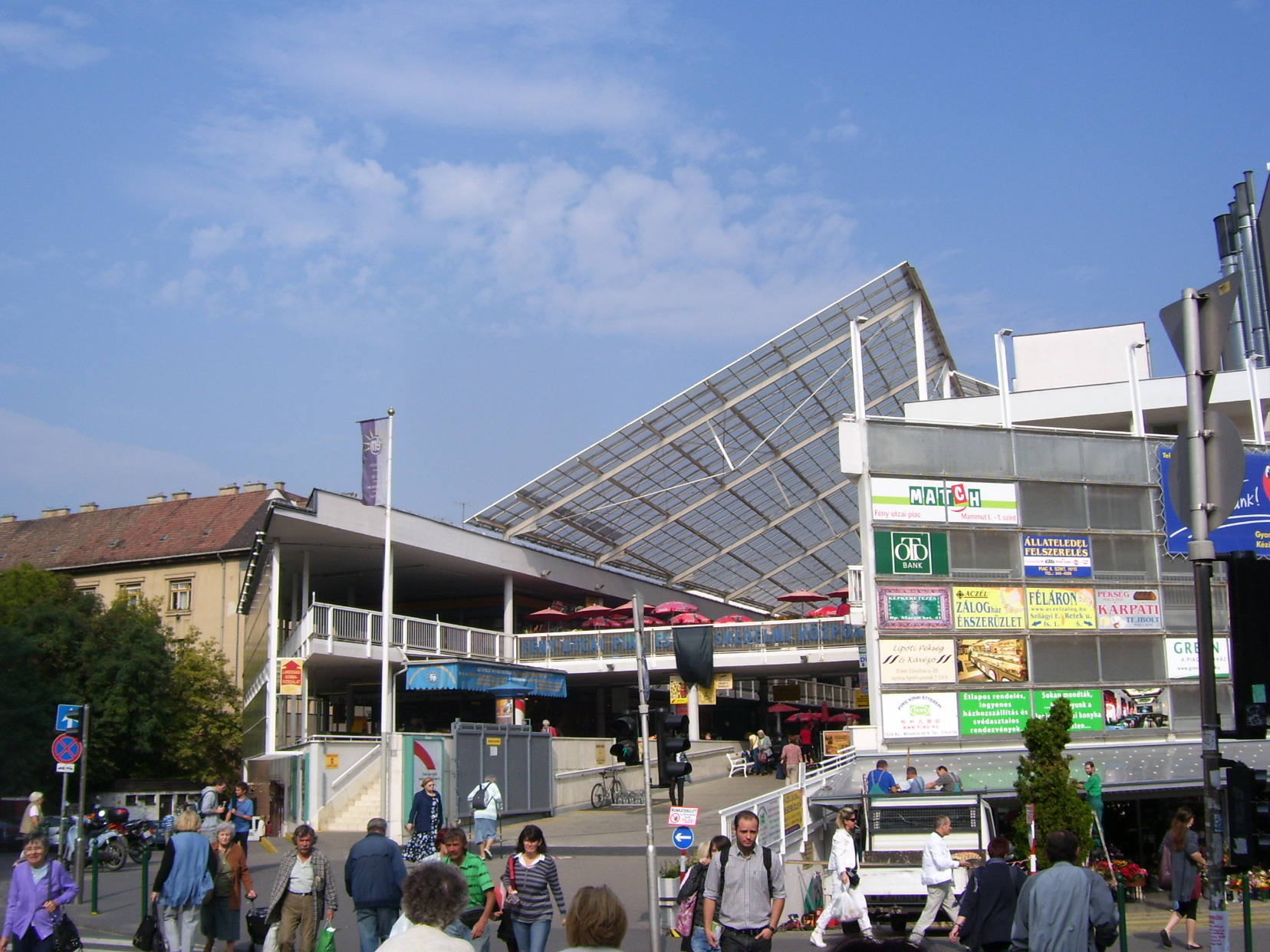
Fény utcai piac főbejárata 1997
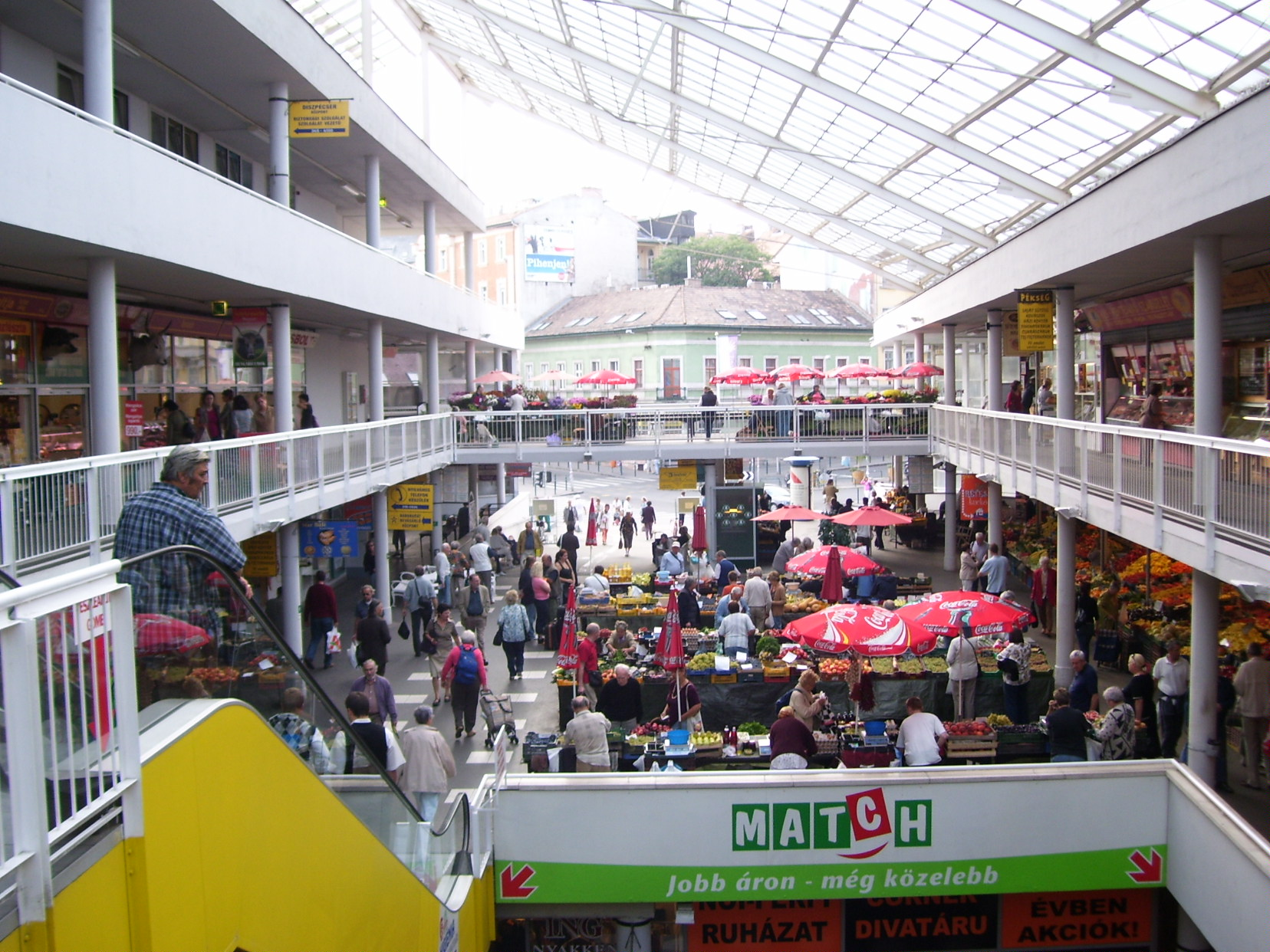
Fény utcai piac Eladótér részlet
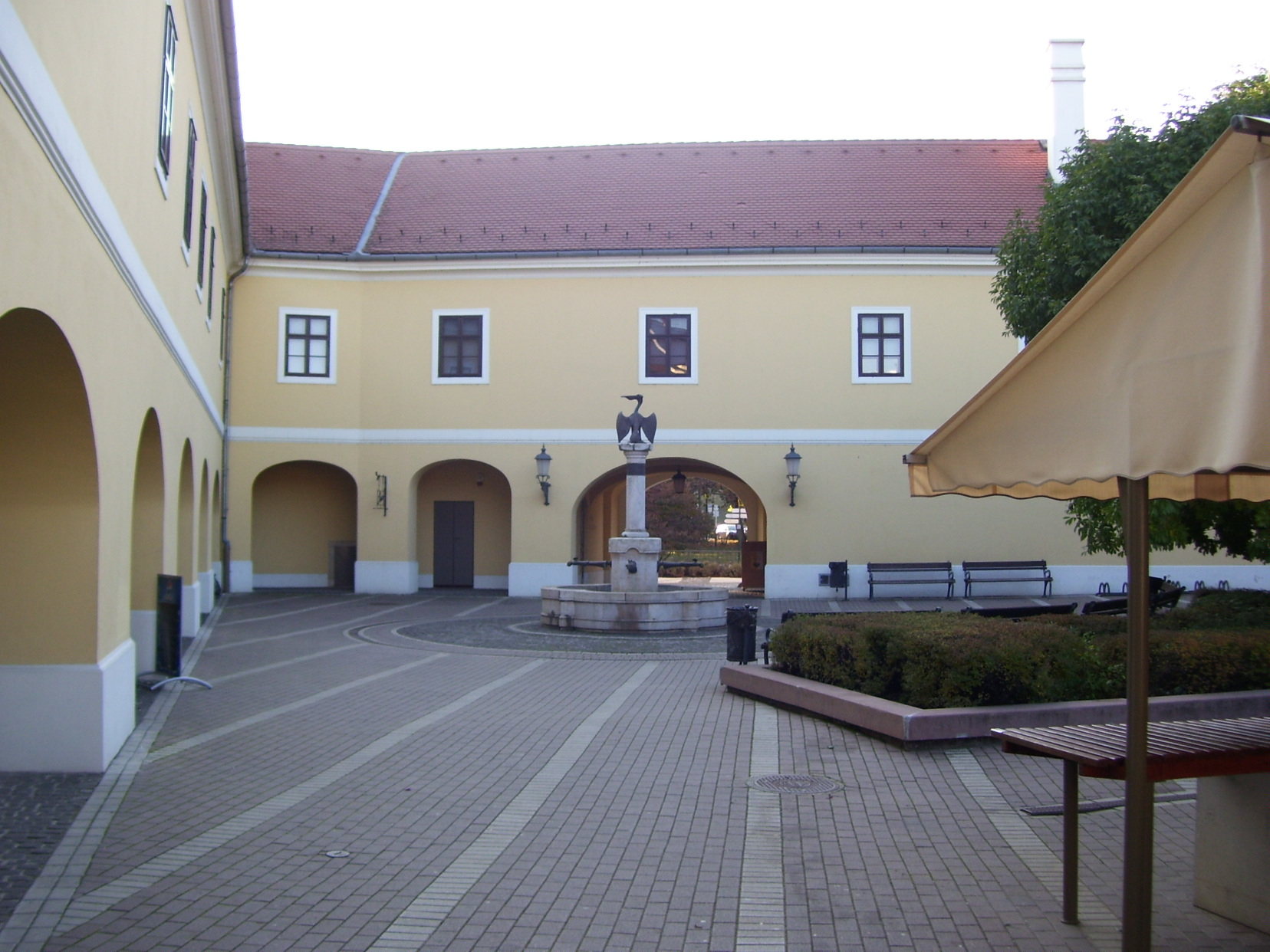
Gödöllő Városi Múzeum udvara 1998
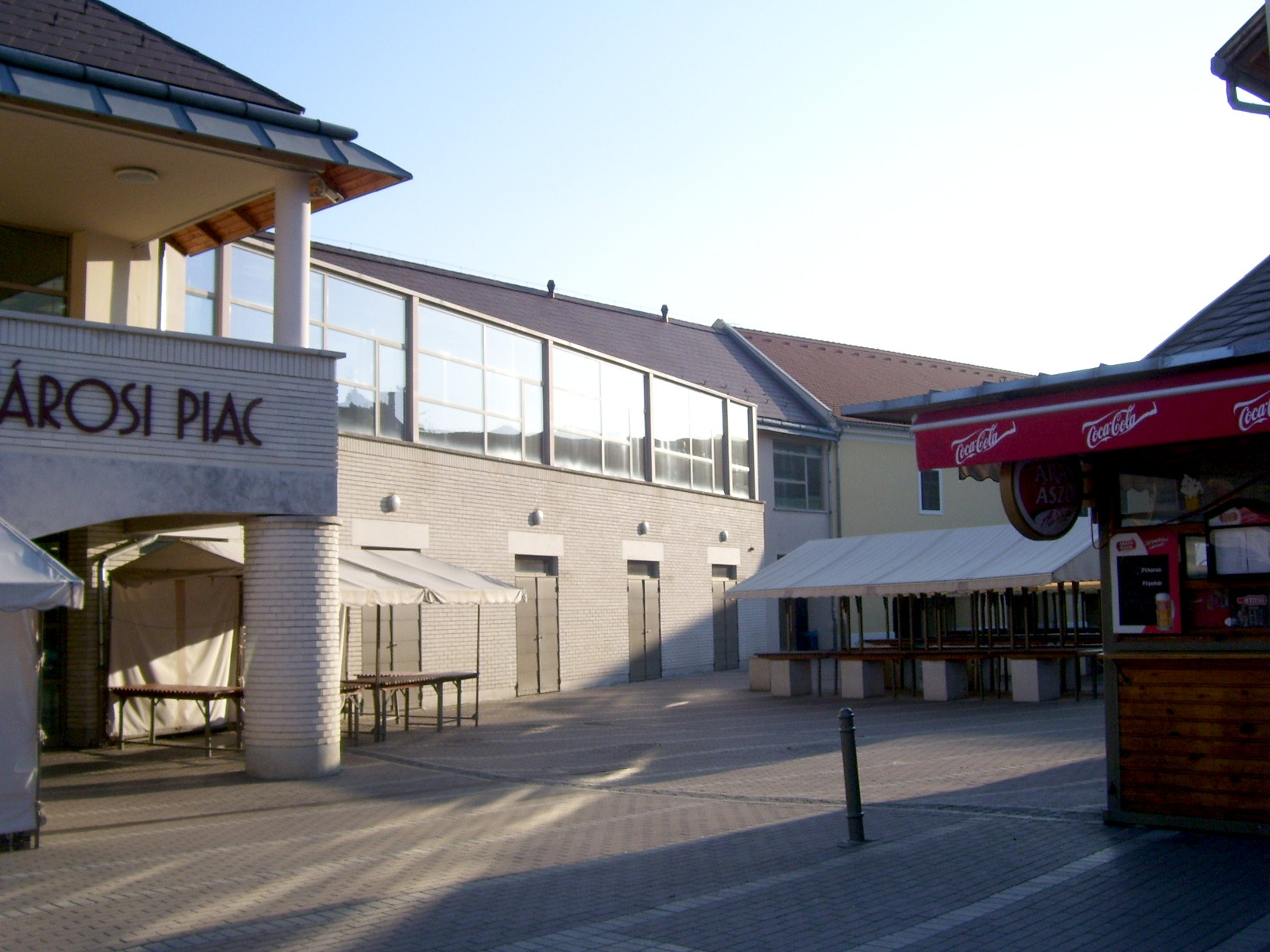
Gödöllő Városi Piac épülete 1998
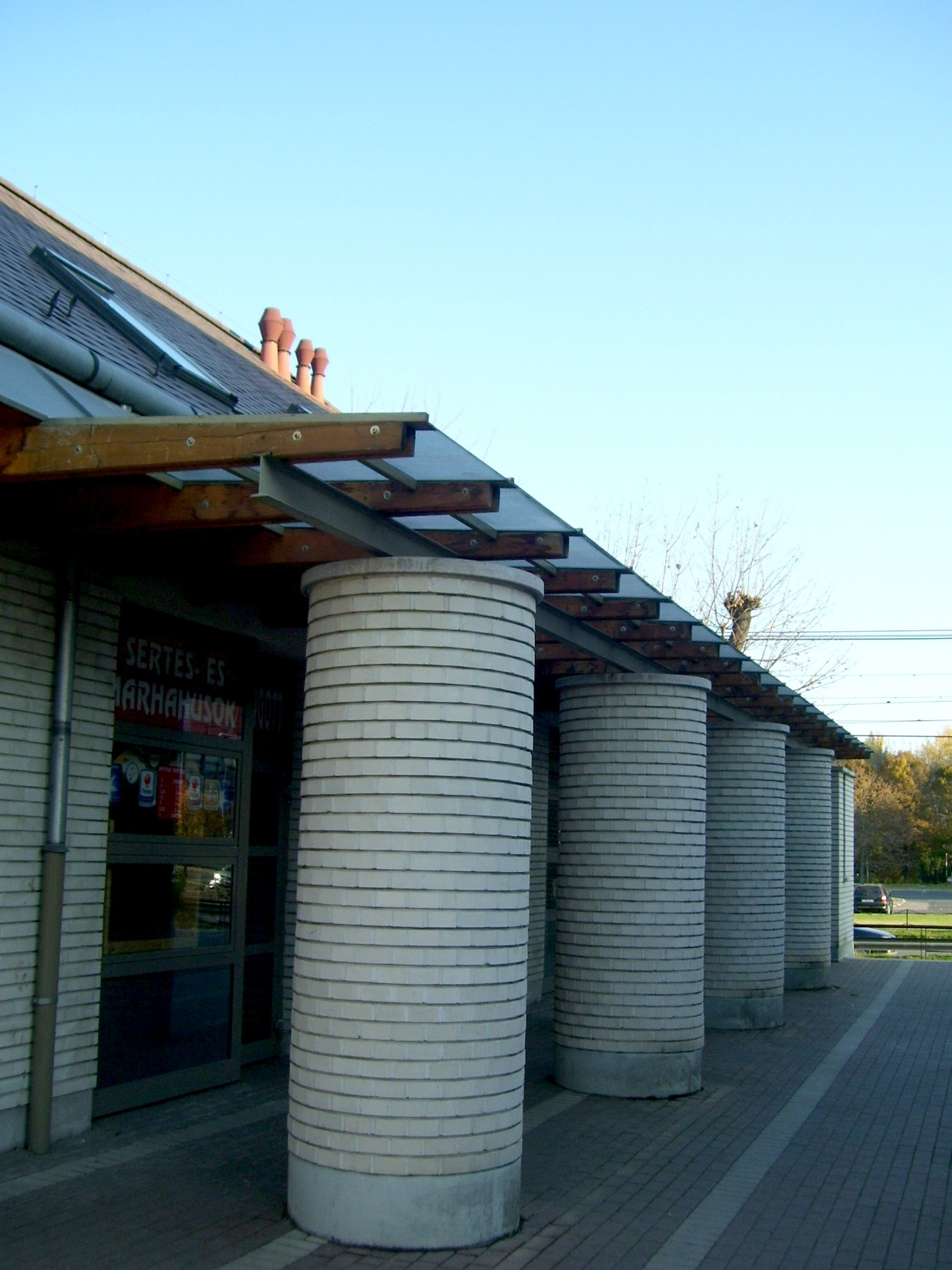
Gödöllői Városi Piac részlet
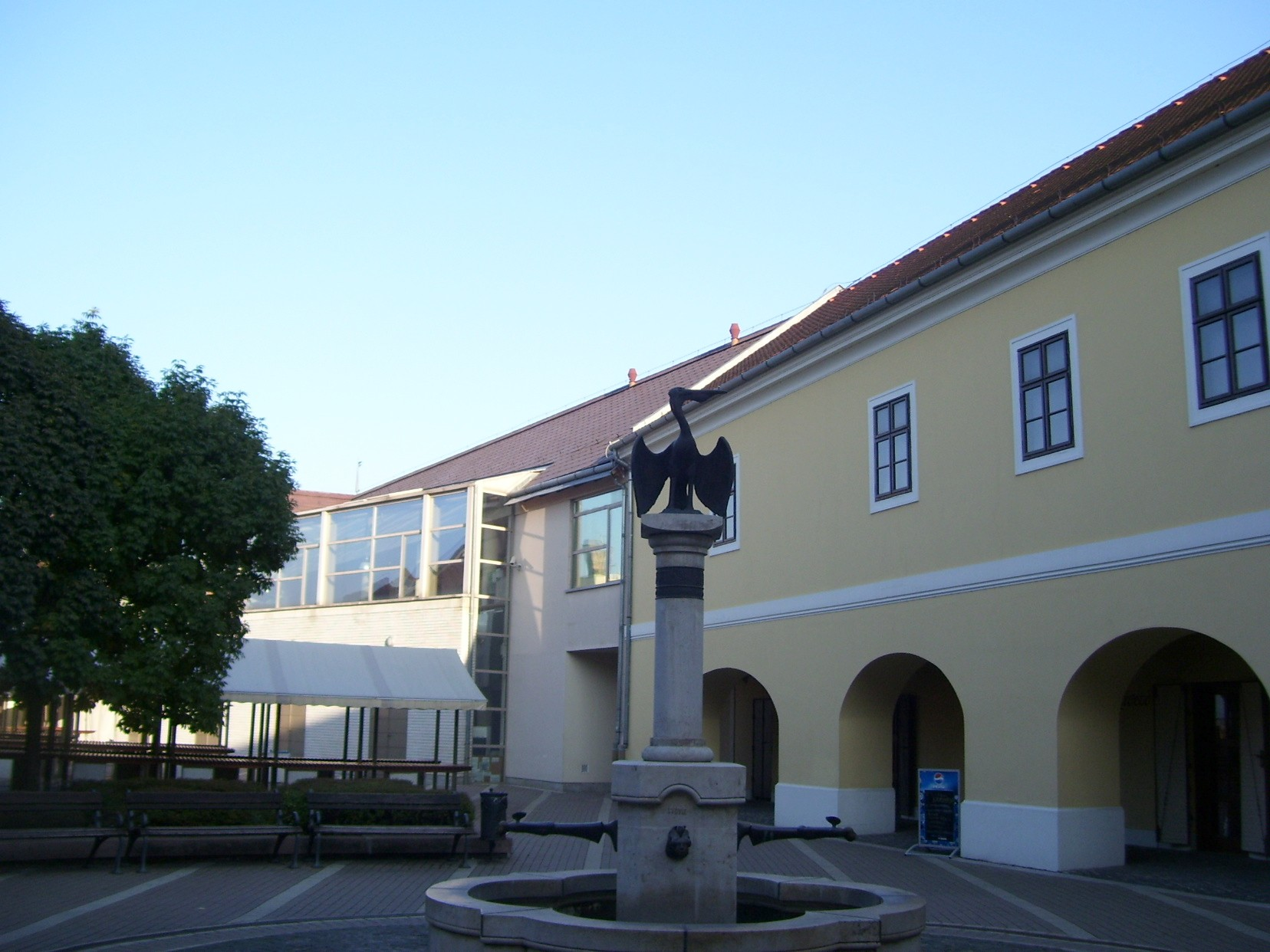
Gödöllő Városi Múzeum és Piac csatlakozása
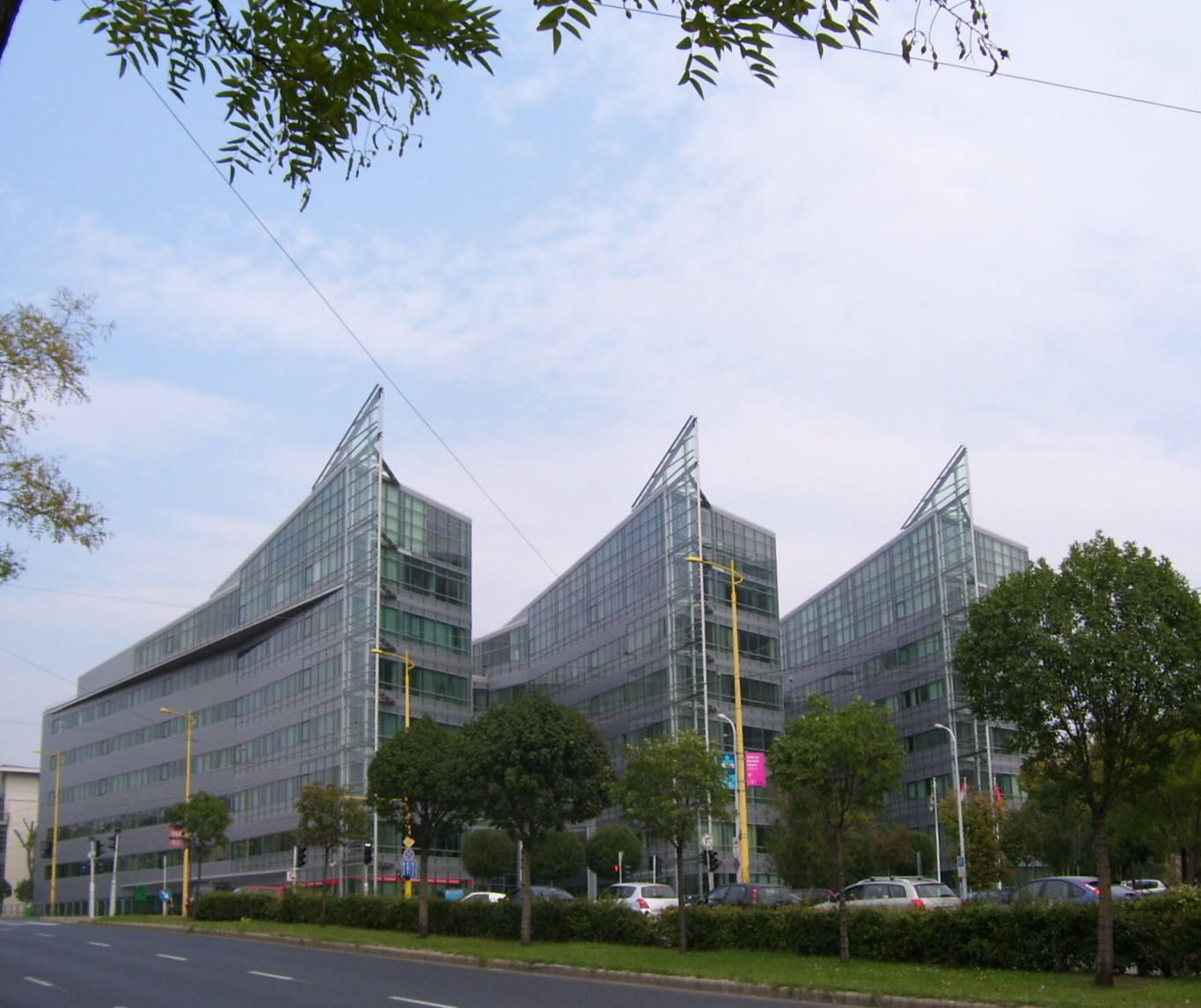
Alkotás Point Irodaház 2002
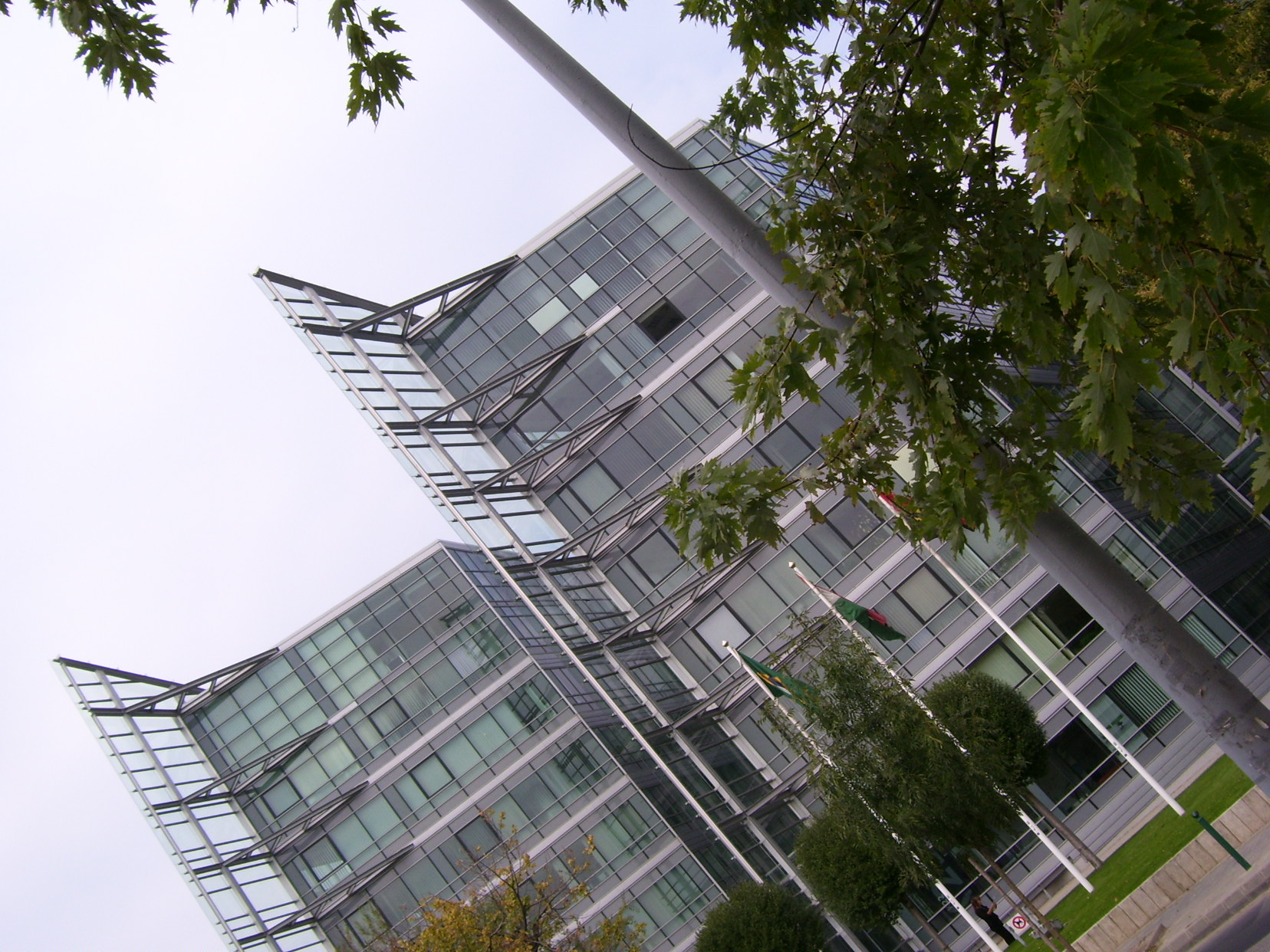
Alkotás Point Irodaház részlet
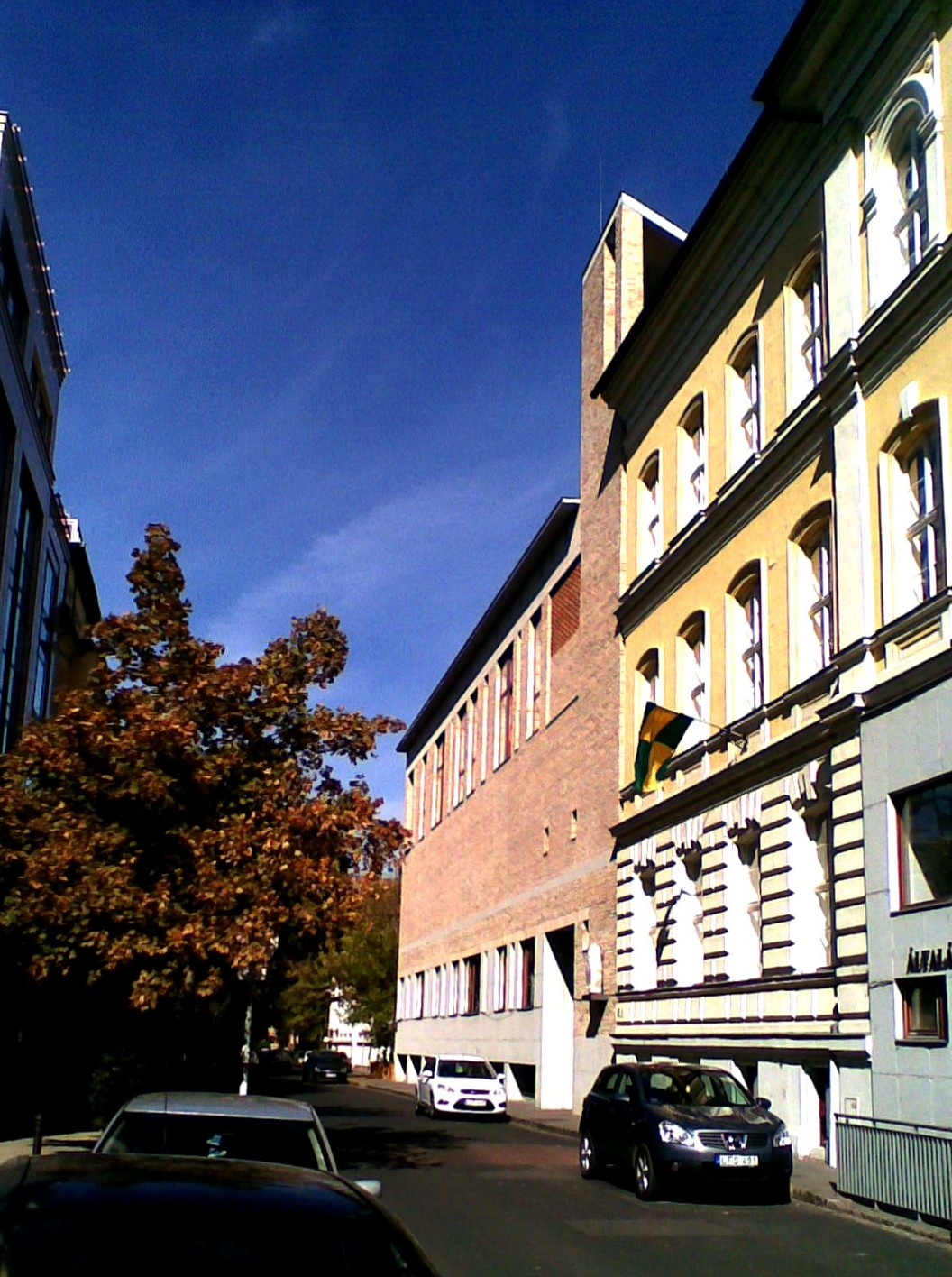
Medve utcai iskola bővítés a főbejárat felől 2002
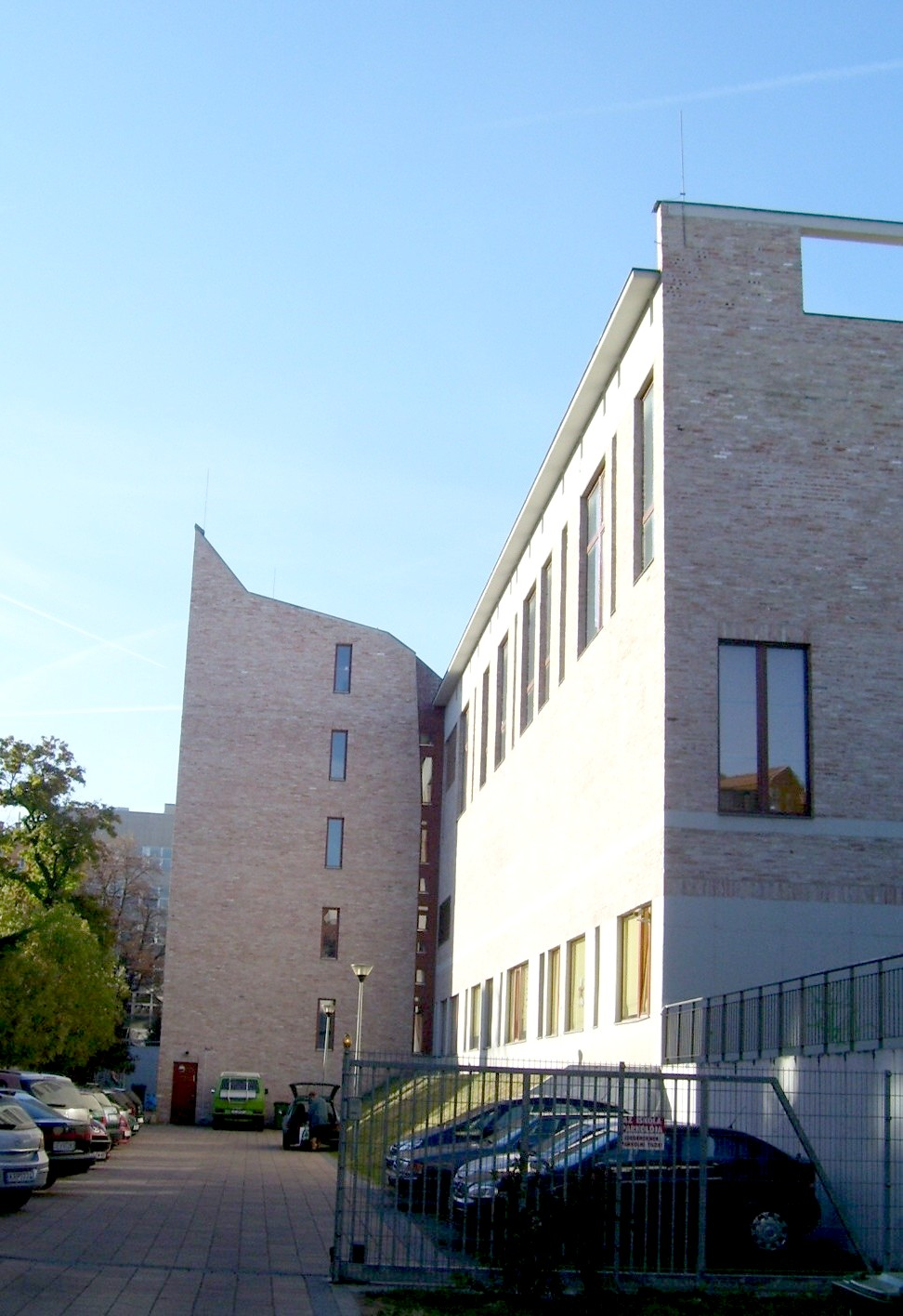
Medve utcai iskola bővítés az udvar felől
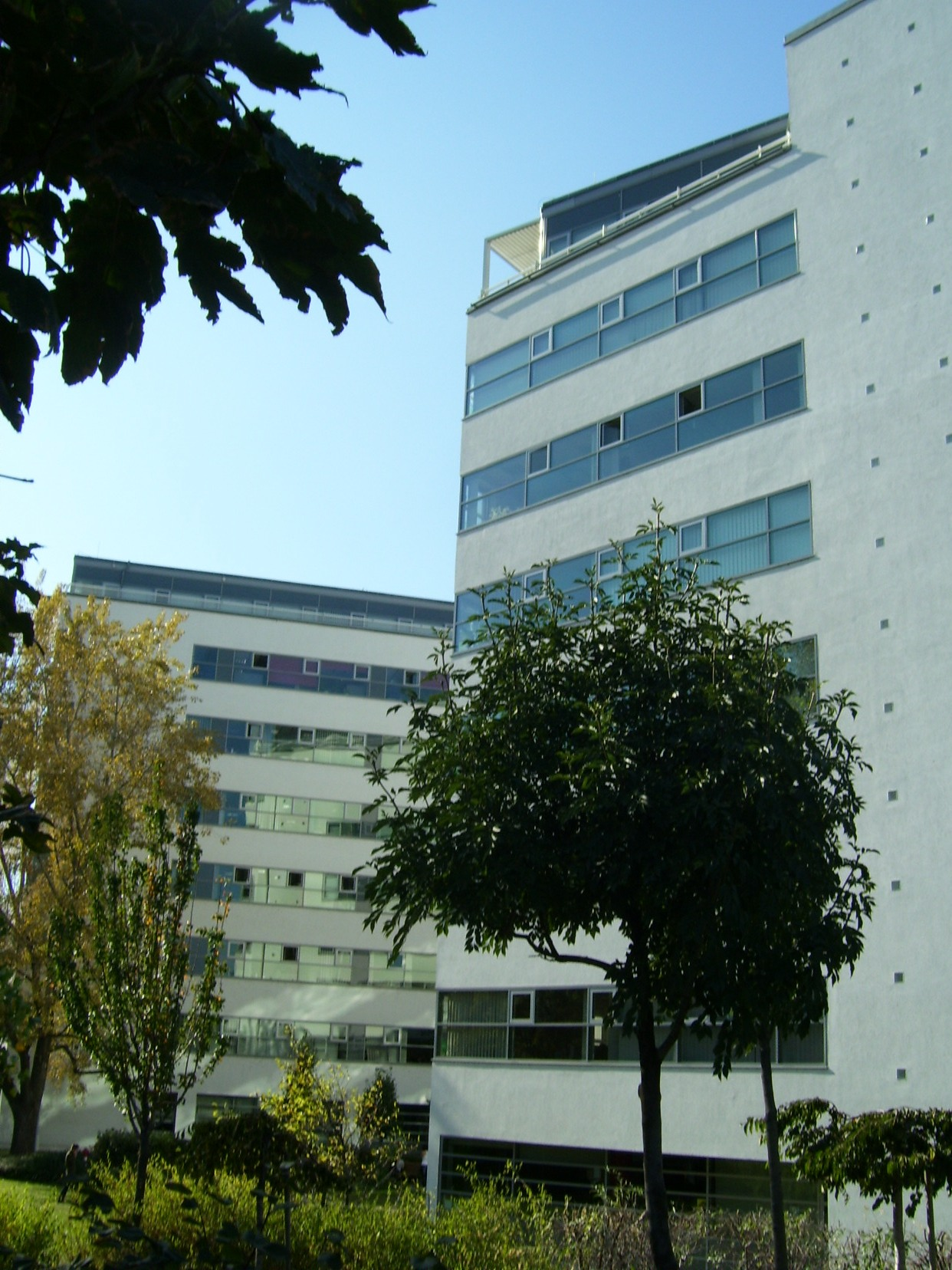
Science Park Irodaház részlet 2002–2004
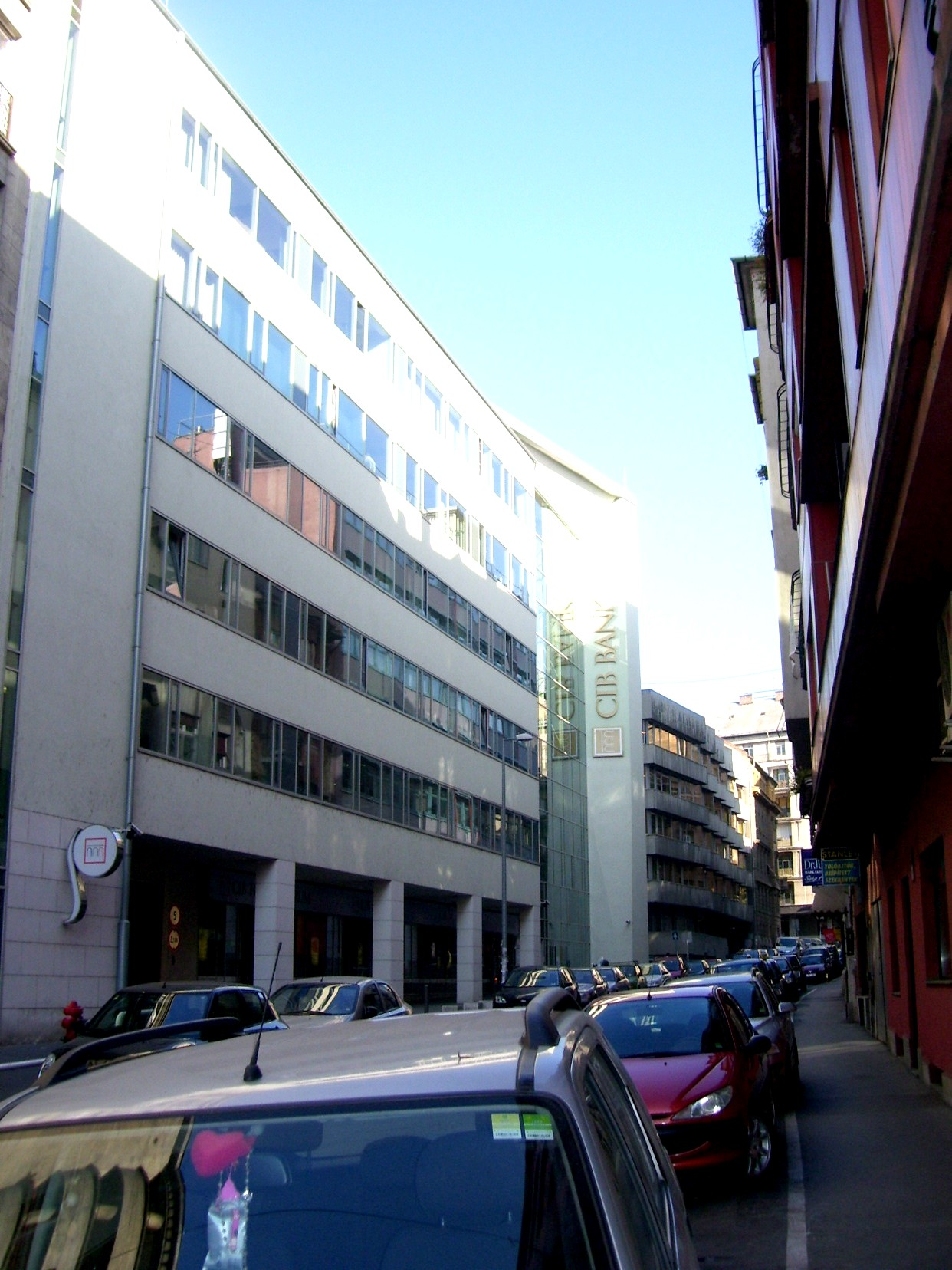
+Light Corner" CIB bank irodaháza 2005
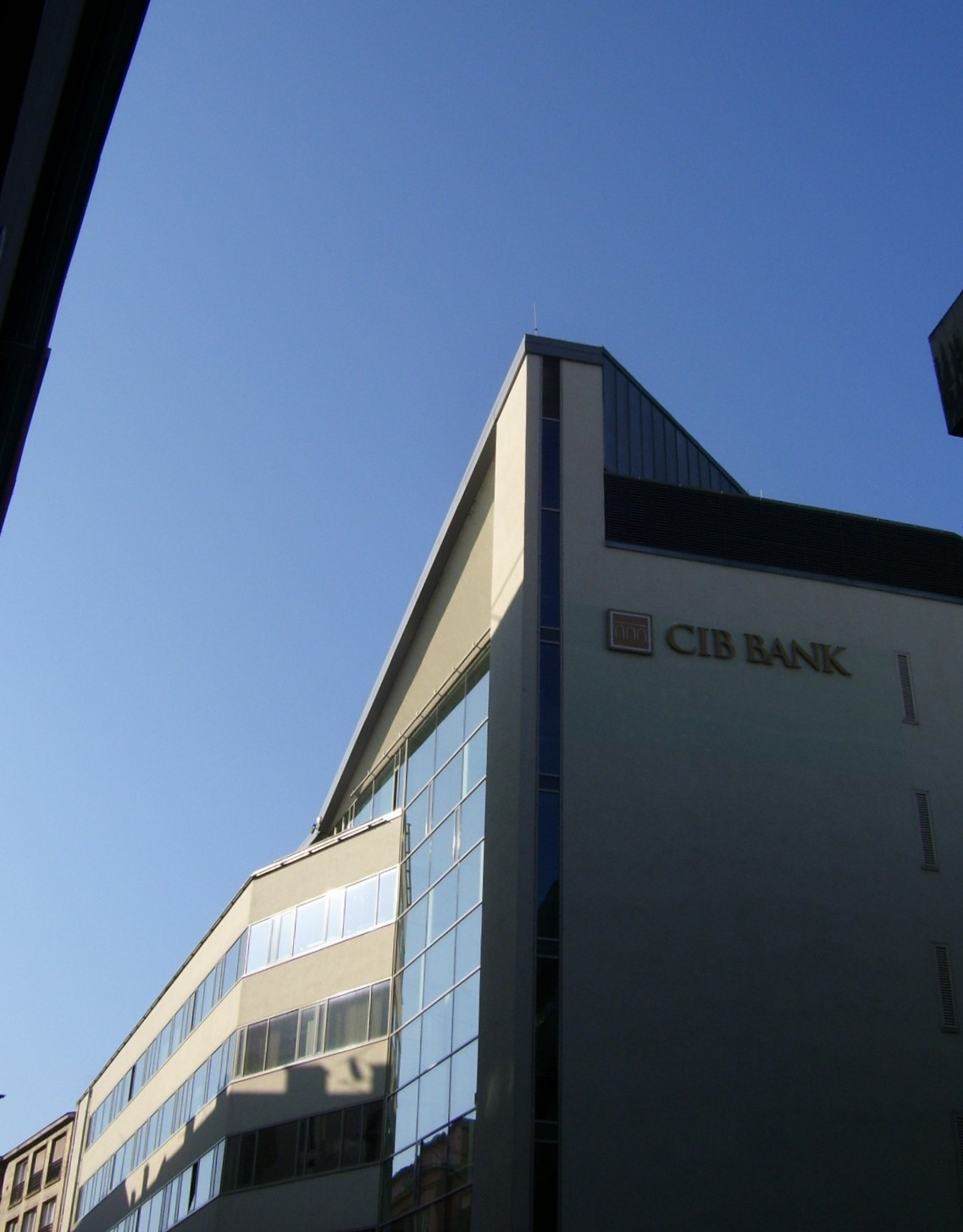
"Light Corner" CIB bank irodaház részlet
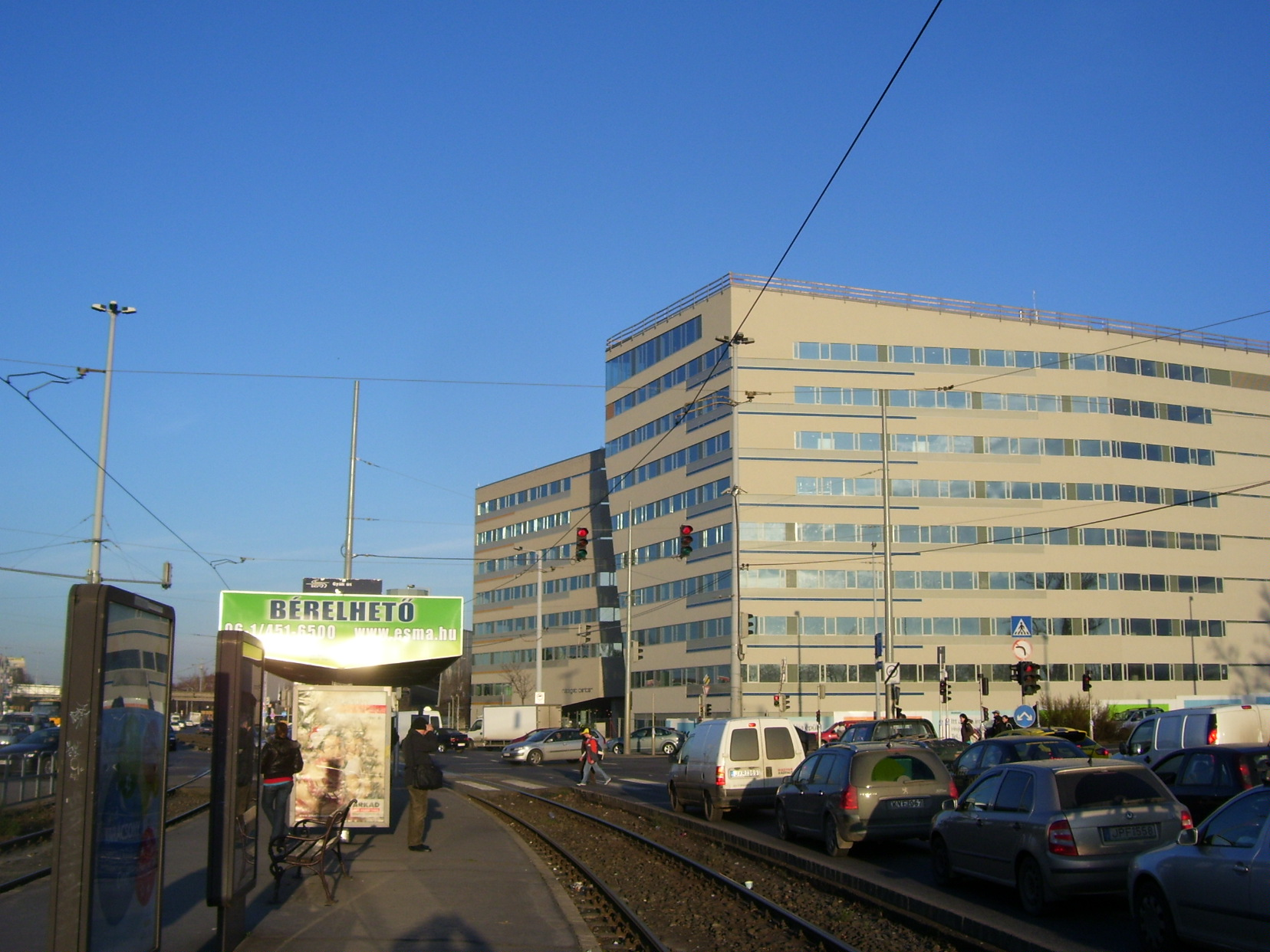
Népliget Center irodaház.